# قائمة الانتخابات في 2014
تحتوي هذه المقالة على الانتخابات التي نظمت في سنة 2014، وهي التشريعية والرئاسية في الدول ذات السيادة ومناطقها ذات الحكم الذاتي، وكذلك الاستفتاءات على المستوى الوطني.

يوجد أسفله قائمة الانتخابات حسب الأشهر.
شهدت سنة 2014 (إحصائية غير نهائية):
- 106 انتخابات بمختلف أنواعها.
  - 56 تشريعية.
  - 37 رئاسية.
  - 4 إستفتاءات.
  - 3 بلدية.
  - 2 جهوية.
  - 1 أوروبية.
  - 1 إقليمية.
  - 1 ريفية.

## عبر الشهور

### يناير
| التاريخ     | الدولة   | الانتخابات     | الملاحظات | النتائج |
| ----------- | -------- | -------------- | --- | --- |
| 5 يناير     | بنغلاديش | تشريعية        | انتخابات مقاطعة من قبل الأحزاب المعارضة | حزب رابطة عوامي تفوز بالانتخابات وتحصل على حوالي أكثر من 70% من المقاعد. الإبقاء على شيخة حسينة واجد كرئيسة للوزراء. |
| 15-14 يناير | مصر      | إستفتاء دستوري | إستفتاء مقاطع من جزء كبير من الشعب أساسا من قبل التحالف الوطني لدعم الشرعية الذي يظم أساسا جماعة الإخوان المسلمين وعدة أحزاب يمينية وذات توجه إسلامي وضد انقلاب 2013. | «نعم» تتحصل على 98.1%، ولكن بمشاركة ضعيفة جدا وقدرت ب36% ممن يسمح لهم بالتصويت في هذا الإستفتاء.                     |

### فبراير
| التاريخ   | الدولة    | الانتخابات       | الملاحظات                                 | النتائج |
| --------- | --------- | ---------------- | ----------------------------------------- | --- |
| 2 فبراير  | كوستاريكا | رئاسية وتشريعية  | الدورة الأولى بالنسبة للانتخابات الرئاسية | نتائج الانتخابات التشريعية أسفرت عن برلمان بدون أغلبية مطلقة، أين تحصل حزب التحرير الوطني (يمين) على 18 مقعدا من جملة 57 في البرلمان. وانتقل كل من لويس غييرمو سوليس عن حزب العمل للمواطنين بعد تحصله على 30% وجوني أرايا مونج من حزب التحرير الوطني بعد حصوله على 29% إلى الدورة الثانية. |
| 2 فبراير  | السلفادور | رئاسية           |                                           | فوز سلفادور سانشيز سيرين من حزب جبهة فارابوندو مارتي للتحرير الوطني بالرئاسية بعد تحصله على 50.11% ضد منافسه نورمان كيخانو من التحالف الجمهوري القومي لحصوله 49.89%. |
| 2 فبراير  | تايلاند   | تشريعية          | تم تقديمه نتيجة لاحتجاجات 2013.           | في 21 مارس، ألغت المحكمة الدستورية الانتخابات بتعلة عدم انتظام الانتخابات في كل الدوائر الانتخابية. |
| 20 فبراير | ليبيا     | انتخابات تأسيسية | انتخابات مجلس تأسيسي.                     | |

### مارس
| التاريخ      | الدولة         | الانتخابات | الملاحظات                                                                     | النتائج |
| ------------ | -------------- | ---------- | ----------------------------------------------------------------------------- | --- |
| 9 مارس       | كولومبيا       | تشريعية    |                                                                               | الحزب الاجتماعي للوحدة الوطنية (يميني وسطي) يتحصل على 21 مقعد من جملة 102 في مجلس الشيوخ، وكذلك يتحصل على 39 مقعد من جملة 164 مقعد في مجلس النواب.                                                                                      |
| 9 مارس       | كوريا الشمالية | تشريعية    | مرشح واحد لكل دائرة، ويعين من قبل النظام. المجلس لديه حكم صوري فقط.           | السلطات تعلن عن قبول كل المترشحين بنسبة 100% وكلهم من حزب العمال الكوري. |
| 15 مارس      | سلوفاكيا       | الرئاسية   | الدورة الأولى                                                                 | تأهل رئيس الوزراء السابق روبرت فيتسو (يسار) عن حزب الاتجاه ـ ديمقراطية إجتماعية والمستقل أندريه كيسكا إلى الدورة الثانية بعد تحصل الأول على 28% والثاني على 24%.                                                                        |
| 16 مارس      | صربيا          | تشريعية    | مبكرة                                                                         | الحزب التقدمي الصربي يفوز بالانتخابات ويتحصل على 48% من الأصوات أي ما يعادل 158 مقعد من جملة 250 وبهذا تكون لديه الأغلبية المطلقة في المجلس.                                                                                            |
| 16 مارس      | جمهورية القرم  | استفتاء    | استفتاء لاستقلال إقليم القرم عن أوكرانيا وضمه إلى روسيا وتكوين جمهورية القرم. | سكان القرم يوافق بنسبة 95% على الإنضمام إلى روسيا. |
| 22 مارس      | جزر المالديف   | تشريعية    |                                                                               | الحزب التقدمي المالديفي (محافظون مسلمون) وحلفاؤه يتحصلون على الأغلبية المطلقة في المجلس ب53 مقعد من جملة 85. |
| 29 مارس      | سلوفاكيا       | الرئاسية   | الدورة الثانية                                                                | المستقل أندريه كيسكا يفوز بالرئاسة بعد تحصله على 59.38% أمام رئيس الوزراء السابق روبرت فيتسو (يسار) عن حزب الاتجاه ـ ديمقراطية إجتماعية والدي تحصل على 40.61%.                                                                          |
| 23 و 30 مارس | فرنسا          | بلدية      |                                                                               | الاتحاد من أجل حركة شعبية (يمين) يفوز بالانتخابات ويتحصل على 48% من بلديات فرنسا ويطيح بالحزب الاشتراكي الحاكم الذي تحصل على 43% من البلديات ويعتبر هذا سقوط مدوي له، بينما صعدت الجبهة الوطنية (يمين متطرف) وتحصلت على 7% من البلديات. |
| 30 مارس      | تركيا          | بلدية      |                                                                               | حزب العدالة والتنمية الحاكم التابع لرئيس الوزراء رجب طيب أردوغان يفوز بأغلبية كبيرة تقدر ب45% من إجمالي المدن، وتعتبر هذه النتيجة تقدما كبيرا مقارنة بنتائج انتخابات 2009 التي تحصل فيها على 38%.                                       |

### أبريل
| التاريخ      | الدولة      | الانتخابات      | الملاحظات | النتائج |
| ------------ | ----------- | --------------- | --- | --- |
| 5 أبريل      | أفغانستان   | رئاسية          | الدورة الأولى | إنتقل إلى الدورة الثانية عبد الله عبد الله (ائتلاف ملى أفغانستان) بعد تحصله على 45% من الأصوات، وكذلك أشرف غني أحمدزي (مستقل) الذي تحصل على 31.5% من الأصوات. |
| 6 أبريل      | المجر       | تشريعية         | | الاتحاد الذي يضم حزب فيدس – الاتحاد المدني المجري وحزب الشعب الديمقراطي المسيحي يفوز بالأغلبية المطلقة ب133 مقعد من جملة 199 مقعد في البرلمان أي ما يعادل 67%. |
| 6 أبريل      | كوستاريكا   | رئاسية          | الدورة الثانية بالنسبة للانتخابات الرئاسية | لويس غييرمو سوليس من حزب العمل للمواطنين (وسط اليسار) يفوز بالانتخابات الرئاسية بنسبة 78% أمام منافسه جوني أرايا مونج من حزب التحرير الوطني (وسط) الذي تحصل على 22%. |
| 7 أبريل      | كيبك        | تشريعية         | مبكرة | الحزب الكيبيكي يتحصل على أغلبية غير مطلقة أي 54 مقعد من جملة 125 مقعد في البرلمان الكيبيكي، ويلحقه تماما حزب كيبيك الليبرالي ب49 مقعد. |
| 7 أبريل      | الهند       | تشريعية         | المرحلة الأولى. 814 مليون ناخب، وهو يعتبر أكبر عدد من الناخبين في تاريخ العالم.                                                                                             | أنظر النتائج النهائية في 12 مايو في قسم شهر مايو |
| 9 أبريل      | الهند       | تشريعية         | المرحلة الثانية. | أنظر النتائج النهائية في 12 مايو في قسم شهر مايو |
| 9 أبريل      | إندونيسيا   | تشريعية         | | الحزب الديمقراطي الإندونيسي للنضال يفوز بالانتخابات التشريعية ويتحصل على أغلبية غير مطلقة ب109 مقعد من جملة 560 مقعد في البرلمان أي 19% من الأصوات، وجاء في المركز الثاني حزب غولكار ب91 مقعد أي 14.7 من الأصوات. |
| 10 أبريل     | الهند       | تشريعية         | المرحلة الثالثة. | أنظر النتائج النهائية في 12 مايو في قسم شهر مايو |
| 12 أبريل     | الهند       | تشريعية         | المرحلة الرابعة. | أنظر النتائج النهائية في 12 مايو في قسم شهر مايو |
| 12 أبريل     | نييوي       | تشريعية         | | لا يوجد أحزاب في نييوي، لكن تم انتخاب الأعضاء العشرين المكونين لبرلمان نييوي. تم انتخاب 6 أعضاء خارج الدوائر الانتخابية وال14 الباقين تم انتخابهم تمثيلا عن كل دائرة انتخابية. كونت الأغلبية 11 عضو والمعارضة 9 أعضاء. في دائرة توا الانتخابية تساوت النتائج 50% مقابل 50% لذلك تم الاستناد للقرعة. |
| 13 أبريل     | غينيا بيساو | تشريعية ورئاسية | كان من المفترض أن تعقد الانتخابات التشريعية في مايو 2013، ثم تم تأخيرها إلى نوفمبر 2013، في نفس وقت الانتخابات الرئاسية. ثم إلى 16 مارس ثم 13 أبريل. الدورة الأولى للرئاسية | الحزب الإفريقي لاستقلال غينيا والرأس الأخضر يفوز في الانتخابات التشريعية ويتحصل على 55 مقعد من جملة 102 مقعد في البرلمان أي الأغلبية المطقلة، بينما تحصل حزب التجديد الاجتماعي على 41 مقعد وذهبت المقاعد الأربعة الباقية إلي ثلاثة أحزاب أخرى. بينما في الدورة الأولى من الانتخابات الرئاسية تحصل خوسيه ماريو فاز (الحزب الإفريقي لاستقلال غينيا والرأس الأخضر) على 41% من الأصوات أمام نونو غوميز نابيام (مستقل) الذي تحصل على 25% وتأهلا إلى الدورة الثانية. |
| 13 أبريل     | مقدونيا     | رئاسية          | | الرئيس المنتهية ولايته جورجي إيفانوف (منظمة الداخلية المقدونية الثورية - الحزب الديمقراطي للوحدة الوطنية المقدونية) يفوز في الانتخابات الرئاسية بنسبة 52% لكن سيتم القيام بدورة ثانية بسبب ضعف نسبة المشاركة والتي قدرت ب48%. |
| 17 أبريل     | الجزائر     | رئاسية          | | الرئيس المنتهية ولايته عبد العزيز بوتفليقة يفوز بولاية رابعة إثر فوزه في الانتخابات الرئاسية أين تحصل على حوالي 82% من الأصوات. |
| 17 أبريل     | الهند       | تشريعية         | المرحلة الخامسة. | أنظر النتائج النهائية في 12 مايو في قسم شهر مايو |
| 23 أبريل     | مقدونيا     | تشريعية         | مبكرة، ويمكن القيام بالدورة الثانية من الانتخابات الرئاسية في نفس اليوم | منظمة الداخلية المقدونية الثورية - الحزب الديمقراطي للوحدة الوطنية المقدونية (وسط اليمين) تفوز بالتشريعية وتحتفض بالأغلبية، وكذلك الرئيس جورجي إيفانوف يفوز بولاية ثانية في الانتخابات الرئاسية. |
| 23 و30 أبريل | لبنان       | رئاسية          | الدورة الأولى والثانية. غير مباشرة. | إنتقل إلى الدورة الثانية سمير جعجع (القوات اللبنانية) الذي تحصل على 48 مقعد من جملة 124 نائب حاضر (128 مقعد في البرلمان)، وكذلك هنري حلو (الحزب التقدمي الاشتراكي) بعد تحصله على 16 صوت، ولم يتأهل المترشح الأخير والثالث إلى الدورة الثانية وهو أمين الجميل (حزب الكتائب اللبنانية) والذي أخذ صوت وحيد. وبقيت ال59 صوت كانوا أصوات بيضاء. |
| 24 أبريل     | الهند       | تشريعية         | المرحلة السادسة. | أنظر النتائج النهائية في 12 مايو في قسم شهر مايو |
| 30 أبريل     | العراق      | تشريعية         | | |
| 30 أبريل     | الهند       | تشريعية         | المرحلة السابعة. | أنظر النتائج النهائية في 12 مايو في قسم شهر مايو |

### مايو
| التاريخ        | الدولة            | الانتخابات      | الملاحظات | النتائج |
| -------------- | ----------------- | --------------- | --- | --- |
| 4 مايو         | بنما              | رئاسية وتشريعية | | خوان كارلوس فاريلا (الحزب البنمي) يفوز بالرئاسية بعد تحصله على 39% من الأصوات. |
| 7 مايو         | الهند             | تشريعية         | المرحلة الثامنة. | أنظر النتائج النهائية في 12 مايو في قسم شهر مايو |
| 7 مايو         | جنوب إفريقيا      | تشريعية         | | المؤتمر الوطني الأفريقي يفوز بأغلبية مطلقة مريحة تقدر ب249 مقعد من جملة 400 مقعد في مجلس النواب. وكذلك تم إعادة إنتخاب جاكوب زوما لولاية ثانية لرئاسة البلاد من قبل النواب. |
| 11 مايو        | ليتوانيا          | رئاسية          | الدورة الأولى | إنتقل إلى الدورة الثانية كل من داليا غريباوسكايتي (مستقلة) بعد تحصلها على 46.6% من الأصوات، وكذلك زيغمانتس بالسيتيس (الحزب الديمقراطي الإجتماعي الليتواني) الذي تحصل على 13.8% من الأصوات. |
| 11 مايو        | دونيتسك أوبلاست   | استفتاء         | استفتاء عن استقلال إقليم دونيتسك عن أوكرانيا وتأسيس جمهورية دونيتسك الشعبية | قبل هذا الاستفتاء من قبل 89% من سكان الإقليم ونتج عنه تأسيس جمهورية دونيتسك الشعبية. |
| 11 مايو        | كاليدونيا الجديدة | إقليمية         | تجديد أعضاء كونجرس كاليدونيا الجديدة ال54 | الأحزاب الغير إنفصالية والتي تريد البقاء تحت حكم فرنسا تتحصل على 29 مقعد من جملة 54 مقعد في الكونجرس، بينما تحصلت الأحزاب الإنفصالية على 25 مقعد. |
| 12 مايو        | الهند             | تشريعية         | المرحلة التاسعة. | التحالف الديمقراطي الوطني الذي يضم أكثر من 10 أحزاب وأهمها بهاراتيا جاناتا الذي يقوده ناريندرا مودي يفوز بالانتخابات التشريعية ب335 مقعد من جملة 543 أي بنسبة 40.7% منهم 284 مقعد فاز بها حزب بهاراتيا جاناتا.                                                                                     |
| 7 و15 و22 مايو | لبنان             | رئاسية          | الدورة الثالثة والرابعة والخامسة. غير مباشرة. | - |
| 18 مايو        | غينيا بيساو       | رئاسية          | الدورة الثانية | خوسيه ماريو فاز يفوز بالرئاسية عن الحزب الإفريقي لاستقلال غينيا والرأس الأخضر اليساري. |
| 20 مايو        | مالاوي            | رئاسية وتشريعية | تم إلغاء الانتخابات من قبل الرئيسة جويس باندا في 24 مايو. | - |
| 25-22 مايو     | الاتحاد الأوروبي  | أوروبية         | | الحزب الشعبي الأوروبي (يمين) يفقد الكثير من مقاعدة ولكن يحتفظ بالأغلبية ب212 مقعد من جملة 751، بينما فقد التحالف التقدمي للاشتراكيين والديمقراطيين في البرلمان الأوروبي الكثير من مقاعده واحتل المركز الثاني ب190 مقعد. تقدم ملحوظ للأحزاب اليمينية المتطرفة التي تريد حل وإلغاء الاتحاد الأوروبي. |
| 25 مايو        | بلجيكا            | تشريعية وجهوية  | | في الانتخابات التشريعية، التحالف الفلمنكي الجديد بقيادة بارت دي ويفر يتحصل على 33 مقعد من جملة 150 في مجلس النواب، ويليه الحزب الاشتراكي ب24 مقعد والذي يقوده رئيس الوزراء ليو دي روبو الذي قدم استقالته للملك على خلفية سقوط الحزب الاشتراكي في الانتخابات.                                       |
| 25 مايو        | كولومبيا          | رئاسية          | الدورة الأولى | أوسكار إيفان زولواغا (حزب مركز الديمقراطية) يتحصل على 29% من الأصوات في الدورة الأولى مع الرئيس الحالي المنتهية ولايته خوان مانويل سانتوس (الحزب الاجتماعي للوحدة الوطنية) الذي تحصل على 25% من الأصوات في الدورة الأولى.                                                                          |
| 25 مايو        | أوكرانيا          | رئاسية          | الدورة الأولى. مبكرة، بسبب الحركة الإحتجاجية التي شهدتها البلاد وأطاحت بالرئيس فيكتور يانوكوفيتش. | بيتر بوروشنكو ينتخب رئيسا للجمهورية منذ الدورة الأولى. |
| 25 مايو        | ليتوانيا          | رئاسية          | الدورة الثانية | داليا غريباوسكايتي (مستقلة) تفوز بالرئاسة بنسبة 57% أمام سيغمونتاس بالسيتاس (الحزب الديمقراطي الاجتماعي الليتواني) الذي تحصل على 40%. |
| 27-26 مايو     | مصر               | رئاسية          | انتخابات مقاطعة من جزء كبير من الشعب أساسا من قبل التحالف الوطني لدعم الشرعية الذي يظم أساسا جماعة الإخوان المسلمين وعدة أحزاب يمينية وذات توجه إسلامي وضد انقلاب 2013 العسكري وكذلك شككت في نزاهتها العديد من الأطراف والمنظمات الدولية. | المشير عبد الفتاح السيسي قائد الانقلاب العسكري يفوز بالرئاسية بنسبة 96% ولكن نسبة المشاركة تعتبر قليلة جدا وشكك الاتحاد الأوروبي في النتائج. |

### يونيو
| التاريخ     | الدولة           | الانتخابات          | الملاحظات                                                                                               | النتائج |
| ----------- | ---------------- | ------------------- | --- | --- |
| 3 يونيو     | سوريا            | رئاسية              | انتخابات صورية فقط، مقاطعة من أغلب الشعب، وغير معترف بها من عشرات دول العالم، تقع أثناء الثورة السورية. | بشار الأسد يفوز بنسبة 89% حسب النظام على جميع الأراضي السورية، وحسب الأمم المتحدة والاتحاد الأوروبي فإن الانتخابات زورت بالكامل ولم تقام إلى في بعض أحياء العاصمة دمشق.                             |
| 8 يونيو     | أوسيتيا الجنوبية | تشريعية             | | حزب أوسيتيا الموحدة يتحصل على 40% من الأصوات أي 20 مقعد من جملة 34 مقعد. |
| 8 يونيو     | كوسوفو           | تشريعية             | | حزب الاتحاد الديموقراطي الكوسوفي يفوز بأغلبية غير مطلقة بنسبة 30.7% من الأصوات ثم الرابطة الديمقراطية لكوسوفو بنسبة 25.7% من الأصوات.                                                               |
| 9 يونيو     | إسرائيل          | رئاسية              | غير مباشرة                                                                                              | رؤوفين ريفلين (حزب الليكود) ينتخب رئيسا للكيان الإسرائيلي بعد تحصله في الدورة الأولى على 44 صوت من جملة 119 صوت. وفي الدورة الثانية تحصل على 63 صوت أمام مئير شطريت (هاتنواه) الذي تحصل على 53 صوت. |
| 12 يونيو    | أنتيغوا وباربودا | تشريعية             | من المفروض أن الانتخابات ستقام في 15 مارس، لكن بسبب دعاوي قضائية أمام المحاكم تم تأخير الانتخابات.      | حزب العمل الأنتيغي المعارض يفوز بأغلبية مطلقة ب56% من الأصوات أي 14 مقعد من جملة 17 مقعد. والحزب التقدمي الموحد يتحصل على بقية المقاعد الثلاثة من جملة 17 مقعد بنسبة 42 %.                          |
| 9 و18 يونيو | لبنان            | رئاسية              | الدورة السادسة والسابعة. غير مباشرة                                                                     | - |
| 14 يونيو    | أفغانستان        | رئاسية              | الدورة الثانية                                                                                          | أشرف غني أحمدزي (مستقل) يفوز بالرئاسية بنسبة 56.4% في الدورة الثانية من الانتخابات أمام عبد الله عبد الله (ائتلاف ملى أفغانستان) الذي تحصل على 43.5% علما أن عبد الله هو من فاز في الدورة الأولى.   |
| 15 يونيو    | كولومبيا         | رئاسية              | الدورة الثانية                                                                                          | بعد فوزه في الدورة الأولى بنسبة 29%، أوسكار إيفان زولواغا يخسر الانتخابات بنسبة 45% أمام الرئيس المنتهية ولايته خوان مانويل سانتوس بنسبة 50.95% ويفوز إذا بالرئاسية.                                |
| 21 يونيو    | موريتانيا        | تشريعية             | | محمد ولد عبد العزيز (الاتحاد من أجل الجمهورية) المنتهية ولايته يفوز بالرئاسية بنسبة 81.89%. |
| 25 يونيو    | ليبيا            | تشريعية             | مبكرة                                                                                                   | فوز القوات العلمانية على الاسلاميين. المؤتمر الوطني العام لم يعترف بنتائج الانتخابات ويصر على كونه المجلس الشرعي في ليبيا.                                                                          |
| 29 يونيو    | السنغال          | بلدية وريفية وجهوية | تم تأجيل الانتخابات من مارس إلى يونيو                                                                   | |

### يوليو
| التاريخ     | الدولة    | الانتخابات | الملاحظات                           | النتائج |
| ----------- | --------- | ---------- | ----------------------------------- | --- |
| 2 و23 يوليو | لبنان     | رئاسية     | الدورة الثامنة والتاسعة. غير مباشرة | |
| 9 يوليو     | جزر كوك   | تشريعية    |                                     | حزب جسر كوك يفوز بالأغلبية المطلقة ب13 مقعد من جملة 24، ثم يليه الحزب الديمقراطي ب8 مقاعد، وأخيرا الحركة لوحدة جزر كوك بمقعدين. |
| 9 يوليو     | إندونيسيا | رئاسية     |                                     | جوكو ويدودو (الحزب الديمقراطي الإندونيسي للنضال) يفوز بالرئاسية بنسبة 53.15% أمام فرابوو سوبيانتو (حزب من أجل أندونيسيا كبرى) الذي تحصل على 46.85%. |
| 13 يوليو    | سلوفينيا  | تشريعية    | مبكرة                               | حزب ميرو سيرار الجديد والذي تأسس شهر واحد قبل الانتخابات تحصل على 36 مقعد من جملة 90 مقعد في البرلمان أي 34.61% من الأصوات، ثم يليه الحزب الديمقراطي السلوفيني ب21 مقعد أي 20.69% من الأصوات، بقية المقاعد انقسمت على خمسة أحزاب أخرى. يذكر هنا أن الحزب الفائز في انتخابات 2011 وهو سلوفينيا الإيجابية والذي تحصل فيها على 28 مقعد أنذاك، تحصل في هذه الانتخابات على 0 مقاعد أي خسرها جميعا. |

### أغسطس
| التاريخ  | الدولة  | الانتخابات | الملاحظات                                                                    | النتائج                                                                                             |
| -------- | ------- | ---------- | ---------------------------------------------------------------------------- | --------------------------------------------------------------------------------------------------- |
| 10 أغسطس | تركيا   | رئاسية     | لأول مرة في تاريخ تركيا تكون الانتخابات الرئاسية بطريقة مباشرة من طرف الشعب. | رجب طيب أردوغان يفوز من الدورة الأولى بنسبة 52% عن حزب العدالة والتنمية (يمين).                     |
| 12 أغسطس | لبنان   | رئاسية     | غير مباشرة. الدورة 10                                                        | -                                                                                                   |
| 24 أغسطس | أبخازيا | رئاسية     | مبكرة بعد استقالة الرئيس ألكساندر أنكفاب.                                    | زعيم المعارضة راؤول خادجيمبا يفوز من الدورة الأولى بنسبة 51.5% عن منتدى من أجل وحدة وطنية لأبخازيا. |

### سبتمبر
| التاريخ      | الدولة    | الانتخابات  | الملاحظات                                               | النتائج |
| ------------ | --------- | ----------- | ------------------------------------------------------- | --- |
| 2 و23 سبتمبر | لبنان     | رئاسية      | غير مباشرة. الدورة 11 و12                               | - |
| 14 سبتمبر    | السويد    | تشريعية     |                                                         | بالنسبة للتشريعية، فقد تحصل حزب العمال الديمقراطي الاجتماعي السويدي على 113 مقعد في البرلمان السويدي من جملة 349 مقعد، ثم تلاه حزب التجمع المعتدل ب84 مقعد. |
| 17 سبتمبر    | فيجي      | تشريعية     | أول انتخابات بعد انتخابات 2006 التي تبعها انقلاب عسكري. | حزب رئيس الوزراء فرانك باينيماراما وهو فيجي أولا يفوز بحوالي 60%.                                                                                           |
| 18 سبتمبر    | إسكتلندا  | إستفتاء     | إستفتاء حول استقلال اسكتلندا عن المملكة المتحدة         | الإسكتلنديون يرفضون الاستقلال عن بريطانيا ب55.3% من المصوتين يتمسكون ببريطانيا، بينما 44.7% أرادوا الاستقلال، في نسبة مشاركة بلغت 84.59%.                   |
| 20 سبتمبر    | نيوزيلندا | تشريعية     |                                                         | تحصل حزب رئيس الوزراء جون كي وهو حزب نيوزيلندا الوطني على 61 مقعد من جملة 121 مقعد في البرلمان.                                                             |
| 28 سبتمبر    | فرنسا     | مجلس الشيوخ |                                                         | مجلس الشيوخ الفرنسي يصبح ذو أغلبية يمينية بعد 3 سنوات من كونه ذو أغلبية يسارية. نصف الأعضاء فقط تم تجديدهم.                                                 |

### أكتوبر
| التاريخ      | الدولة            | الانتخابات      | الملاحظات                                                                                        | النتائج |
| ------------ | ----------------- | --------------- | ------------------------------------------------------------------------------------------------ | --- |
| 4 أكتوبر     | لاتفيا            | تشريعية         |                                                                                                  | الحزب الديمقراطي الاجتماعي "الوئام" (وسط اليسار) يتحصل على 23% من الأصوات، لكن تحالف وسط اليمين يحافظ على الأغلبية (وحدة، حزب الإصلاح، التحالف الوطني واتحاد الخضر والمزارعين). |
| 5 أكتوبر     | البرازيل          | تشريعية         |                                                                                                  | تحالف "مع سلطة الشعب" والمكون من 9 أحزاب حول حزب العمال يتحصل على 304 نائب من جملة 513 في مجلس النواب، وكذلك على 52 عضو من جملة 81 في مجلس الشيوخ. تحالف "التغيير، البرازيل" والمكون من 9 أحزاب حول حزب الديمقراطية الاجتماعية البرازيلية يتحصل على 128 نائب من جملة 513 في مجلس النواب، وكذلك على 19 عضو من جملة 81 في مجلس الشيوخ. تحالف "متحدين من أجل البرازيل" والمكون من 6 أحزاب حول الحزب الاشتراكي البرازيلي يتحصل على 54 نائب من جملة 513 في مجلس النواب، وكذلك على 8 أعضاء من جملة 81 في مجلس الشيوخ. بقية ال27 مقعد توزعت على خمسة أحزاب أخرى، بينما في مجلس الشيوخ بقيا مقعدين توزعا على حزبين أخرين. |
| 5 أكتوبر     | البرازيل          | رئاسية          | الدورة الأولى.                                                                                   | الرئيسة الحالية ديلما روسيف من حزب العمال تتحصل على 41.59% من الأصوات وتنتقل للدورة الثانية مع آيسيو نايفيز من حزب الديمقراطية الاجتماعية البرازيلية الذي تحصل على 33.55% من الأصوات. |
| 5 أكتوبر     | بلغاريا           | تشريعية         | مبكرة                                                                                            | حزب مواطنون من أجل التنمية الأوروبية لبلغاريا يفوز بأغلبية غير مطلقة بنسبة 33% من الأصوات، ولأول مرة 8 أحزاب أو تحالفات أخرى تدخل البرلمان. |
| 9 و29 أكتوبر | لبنان             | رئاسية          | غير مباشرة. الدورة 13 و14                                                                        | - |
| 12 أكتوبر    | بوليفيا           | رئاسية وتشريعية |                                                                                                  | الرئيس الحالي إيفو مورالس عن الحركة من اجل الاشتراكية يفوز بأغلبية مطلقة هو وحزبه ب61% من الأصوات في الرئاسية والتشريعية. |
| 12 أكتوبر    | ساو تومي وبرينسيب | تشريعية         |                                                                                                  | حزب العمل الديمقراطي المستقل الوسطي المعارض يفوز بأغلبية مطلقة ويتحصل على 33 مقعد من جملة 55 في البرلمان. |
| 12 أكتوبر    | البوسنة والهرسك   | رئاسية وتشريعية |                                                                                                  | البوسنة والهرسك يترأسها ثلاثة رؤساء، وهنا بكر عزت بيجوفيتش عن البوسنيين (حزب العمل الديمقراطي)، ودراغان كوفيتش عن الكرواتيين (الاتحاد الديمقراطي الكرواتي للبوسنة والهرسك) وأخيرا ملادن إيفانيتش عن الصرب (حزب التقدم الديمقراطي والحزب الديمقراطي الصربي). بالنسبة للتشريعية فتحصل حزب العمل الديمقراطي على 10 مقاعد من جملة 42 مقعد، وتقسمت المقاعد ال32 الباقية على 11 حزبا آخر. |
| 15 أكتوبر    | موزمبيق           | رئاسية وتشريعية |                                                                                                  | فيليبي نيويسي عن حزب جبهة تحرير موزمبيق يتحصل على 61% من الأصوات أمام ألفونسو دلاكاما عن حزب المقاومة الوطنية الموزمبيقية المتحصل على 30% وأخيرا دافيز سيمانغو عن حزب الحركة الديمقراطية للموزمبيق الذي تحصل على 7%. |
| 24 أكتوبر    | بوتسوانا          | تشريعية         |                                                                                                  | الحزب الديمقراطي لبوتسوانا يتحصل على أغلبية مطلقة ب37 مقعد من جملة 63 مقعد في البرلمان، يليه حزب مظلة من أجل التغيير الديمقراطي ب17 مقعد وحزب المؤتمر بوتسوانا ب3 مقاعد وأخيرا 6 مقاعد منتخبة بطريقة غير مباشرة. نتيجة لذلك يحافظ إيان خاما على الرئاسة. |
| 26 أكتوبر    | البرازيل          | رئاسية          | الدورة الثانية.                                                                                  | في الدورة الثانية، ديلما روسيف عن حزب العمال وعن تحالف "مع قوة الشعب" تفوز بالرئاسية لدورة ثانية ب51.64% أمام منافسها آيسيو نايفيز عن حزب الديمقراطية الاجتماعية البرازيلية وتحالف "تغيير البرازيل" بنسبة 48.63%. |
| 26 أكتوبر    | تونس              | تشريعية         | مع الرئاسية, هي أول انتخابات بعد المصادقة على الدستور الجديد وثاني انتخابات بعد الثورة التونسية. | حزب نداء تونس (حداثي علماني ومن رموز النظام السابق) يتحصل على 86 مقعد من جملة 217 تليه حركة النهضة (إسلاميين) ب69 مقعد من جملة 217 وبعدهما بفرق شاسع الاتحاد الوطني الحر ب16 مقعد. |
| 26 أكتوبر    | الأوروغواي        | رئاسية وتشريعية | الدورة الأولى.                                                                                   | تاباري فازكيز الرئيس السابق للبلاد (2005-2010) عن حزب الجبهة الموسعة ينتقل للدورة الثانية بعد تحصله على 49.47% من الأصوات. وانتقل معه لويس ألبيرتو لاكايه الرئيس السابق للبلاد (1990-1995) عن الحزب الوطني الذي تحصل على 31.98%. ثلاثة مترشحين أخرين ترشحوا لهذه الانتخابات. |
| 26 أكتوبر    | أوكرانيا          | تشريعية         | مبكرة                                                                                            | كتلة بترو بوروشنكو (موالاة أوروبا) وزعيمها فيتالي كليتشكو 132 مقعد في البرلمان من جملة 450 مقعد بنسبة 29.3% من المقاعد و21.81 % من الأصوات. بينما تحصلت الجبهة الشعبية (موالاة أوروبا، محافظين) الذي زعيمها أرسيني ياتسينيوك على 82 مقعد بنسبة 18.2% من المقاعد و22.27 % من الأصوات. |

### نوفمبر
| التاريخ   | الدولة           | الانتخابات               | الملاحظات | النتائج |
| --------- | ---------------- | ------------------------ | --- | --- |
| 2 نوفمبر  | رومانيا          | رئاسية                   | الدورة الأولى.                                                                                                   | فيكتور بونتا عن الحزب الديمقراطي الاجتماعي والاتحاد الوطني لتقدم رومانيا وحزب المحافظين ينتقل للدورة الثانية بعد تحصله على نسبة 40.44% وكذلك ينتقل معه كلاوس لوهانيس عن الحزب الوطني الليبرالي والحزب الليبرالي الديمقراطي الذي تحصل على 30.37%. |
| 4 نوفمبر  | الولايات المتحدة | مجلس النواب ومجلس الشيوخ | | الحزب الجمهوري يحافظ على الأغلبية في مجلس النواب ويتحصل على الأغلبية في مجلس الشيوخ. |
| 16 نوفمبر | رومانيا          | رئاسية                   | الدورة الثانية.                                                                                                  | كلاوس يوهانس (الحزب الوطني الليبرالي) يفوز بالرئاسة في الدورة الثانية بنسبة 54.43% أمام منافسه فيكتور بونتا (الحزب الديمقراطي الاجتماعي) بنسبة 45.56%. |
| 19 نوفمبر | جزر سليمان       | تشريعية                  | | حزب التحالف الديمقراطي يتحصل على 7 مقاعد من جملة 50 مقعد يليه الحزب الديمقراطي المتحد الجديد ب5 مقاعد ثم حزب التحالف الشعبي ب3 مقاعد ثم حزب كاداري جزر سليمان وحزب جزر سليمان للنهوض بالريف وجزر سليمان حزب الشعب اولا الذي تحصل كل منهم على مقعد واحد وتبقى 32 مقعد للمستقلين. |
| 19 نوفمبر | لبنان            | رئاسية                   | غير مباشرة. الدورة 15.                                                                                           | - |
| 22 نوفمبر | البحرين          | تشريعية                  | مقاطعة من قبل جمعية الوفاق الوطني الإسلامية                                                                      | من جملة 40 مقعد في مجلس النواب، جمعية الأصالة الإسلامية (سنية) تتحصل على مقعدين، ثم جمعية المنبر الوطني الإسلامي (سنية) تتحصل على مقعد واحد، بينما ذهبت 37 مقعد لمستقلين. |
| 23 نوفمبر | تونس             | رئاسية                   | الدورة الأولى. مع التشريعية، هي أول انتخابات بعد المصادقة على الدستور الجديد وثاني انتخابات بعد الثورة التونسية. | الباجي قائد السبسي (نداء تونس) يتحصل على المرتبة الأولى بنسبة 39.46% أمام الرئيس المنتهية ولايته المنصف المرزوقي بنسبة 33.34% بعيدا جدا عن بقية المترشحين ال25، لذا انتقلا الاثنين إلى الدورة الثانية التي أقيمت في شهر ديسمبر. |
| 25 نوفمبر | تونغا            | تشريعية                  | | الحزب الديمقراطي لجزر الأصدقاء يتحصل على 9 مقاعد من جملة 26 مقعد في البرلمان، ثم 8 مقاعد لمستقلين وأخيرا 9 مقاعد للنبلاء. |
| 29 نوفمبر | ناميبيا          | تشريعية ورئاسية          | | بالنسبة للرئاسية، رئيس الوزراء الحاج جينغوب (منظمة شعب جنوب غرب أفريقيا) يفوز من الدورة الأولى بنسبة 86.73% بعيدا جدا أمام بقية المترشحين. وبالنسبة للتشريعية، فاز كذلك حزب منظمة شعب جنوب غرب أفريقيا بأغلبية ساحقة ب77 مقعد من جملة 96 في البرلمان. |
| 30 نوفمبر | مولدوفا          | تشريعية                  | | حزب الاشتراكيين لجمهورية مولدوفا يتحصل على 25 مقعد من جملة 101، يليه حزب مولدوفا الديمقراطي الليبرالي ب23 مقعد، ثم حزب الشيوعيين لجمهورية مولدوفا ب21 مقعد، وبعده حزب مولدوفا الديمقراطي ب19 مقعد وأخيرا الحزب الليبرالي ب13 مقعد. |
| 30 نوفمبر | الأوروغواي       | رئاسية وتشريعية          | الدورة الثانية بالنسبة للرئاسية.                                                                                 | بالنسبة للدورة الثانية من الرئاسية، تحصل تاباري فازكيز (الجبهة الموسعة) على 56.63% أمام منافسه لويس ألبيرتو لاكلي بو (الحزب الوطني) الذي تحصل على 43.37%. وبالنسبة للتشريعية، تحصلت الجبهة الموسعة على 50 مقعد من جملة 99 في مجلس النواب و15 مقعد من جملة 30 في مجلس الشيوخ، تبعها الحزب الوطني ب32 مقعد في مجلس النواب و10 مقاعد في مجلس الشيوخ. بقية المقاعد في كلا المجلسين ذهبت ل3 أحزاب أخرى. |

### ديسمبر
| التاريخ           | الدولة    | الانتخابات | الملاحظات | النتائج |
| ----------------- | --------- | ---------- | --- | --- |
| 8 ديسمبر          | دومينيكا  | تشريعية    | | حزب العمال يتحصل على 57.11% من الأصوات أي 15 مقعد من جملة 21 في البرلمان، ثم يليه حزب العمال المتحد ب42.89% من الأصوات أي بقية المقاعد ال6 في البرلمان. |
| 10 ديسمبر         | لبنان     | رئاسية     | الدورة 16. | - |
| 10 ديسمبر         | موريشيوس  | تشريعية    | | تحالف Lepep (المتكون من الحركة الاشتراكية المناضلة وحزب موريشيوس الديمقراطي الاجتماعي وحركة ليبيراتار) يتحصل على 47 مقعد من جملة 62 مقعد في البرلمان، ثم تحالف الحزبين (حزب العمال الموريشيوسي والحركة المناضلة الموريشيوسية) تتحصل على 13 مقعد وبقية المقاعد ال2 ذهبت إلى منظمة رودريغز الشعبية.           |
| 14 ديسمبر         | اليابان   | تشريعية    | مبكرة. | التحالف بين الحزب الليبرالي الديمقراطي الياباني وحزب كوميتو الجديد يتحصلان على أغلبية مطلقة ب326 مقعد من جملة 475 مقعد في مجلس النواب، وقد تحصل الحزب الليبرالي على 291 مقعد وكوميتو على 35 مقعد. |
| 17 و23 و29 ديسمبر | اليونان   | تشريعية    | غير مباشرة. مبكرة.                                                                                                | المترشح الوحيد ستافروس ديماس يجب أن يتحصل على 200 صوت على الأقل من جملة 300 كي يفوز بالرئاسة، ولكنه خسر بعد 3 دورات، أين تحصل في الدورة الأولى على 160 صوت ثم 168 في الدورة الثانية وأخيرا 168 صوتا مجددا ولذلك تم التحضير لانتخابات تشريعية مبكرة لعدم التوافق حول رئيس الجمهورية.                         |
| 20 ديسمبر         | ليبيريا   | تشريعية    | تجديد نصف أعضاء مجلس الشيوخ (15 عضو).                                                                             | مؤتمر من أجل تحول ديمقراطي يتحصل على 30% من الأصوات ولكن يفوز بمقعدين فقط، حزب الحرية يتحصل على 11% من الأصوات ومقعدين ثم حزب الوحدة يتحصل لى 10% من الأصوات ولكن يفوز ب4 مقاعد وذهبت بقية المقاعد ال15 المجددة لعدة أحزاب أخرى ومستقلين.                                                                   |
| 21 ديسمبر         | تونس      | رئاسية     | الدورة الثانية. مع التشريعية، هي أول انتخابات بعد المصادقة على الدستور الجديد وثاني انتخابات بعد الثورة التونسية. | الباجي قائد السبسي يفوز بالرئاسة بنسبة 55.68% أمام الرئيس المنتهية ولايته المنصف المرزوقي الذي تحصل على 44.32%. |
| 21 ديسمبر         | أوزبكستان | تشريعية    | الدورة الأولى. | الحزب الديمقراطي الليبرالي الأوزبكستاني يتحصل على 47 مقعد من جملة 113 مقعد في الدورة الأولى، يليه حزب التجديد الديمقراطي الوطني الأوزباكستاني ب28 مقعد، ثم حزب الشعب الديمقراطي الأوزبكستاني ب21 مقعد، وأخيرا حزب العدالة الاجتماعية الديمقراطية ب17 مقعد. ويتبقى عدة مقاعد سيتم تحديدها في الدورة الثانية. |
| 28 ديسمبر         | كرواتيا   | رئاسية     | الدورة الأولى. | إيفو يجوسيبوفيتش (مستقل) يتحصل على 38.46% أمام كوليندا غرابار كيتاروفيتش (الاتحاد الديمقراطي الكرواتي) وذهبت بقية الأصوات لمترشحين إثنين آخرين. |

## مقالات ذات صلة
- انتخابات
- اقتراع على دورتين
- استفتاء عام